# John Finn (Schiff)
Die John Finn, auch USS John Finn (Kennung: DDG-113), ist ein Lenkwaffenzerstörer der Arleigh-Burke-Klasse (Flight IIA) der United States Navy.

## Geschichte

### Name
Namensträger des Schiffes ist John William Finn. Finn wurde im September 1942 mit der Medal of Honor, durch Flottenadmiral Chester W. Nimitz ausgezeichnet. Beim Angriff auf Pearl Harbor am 7. Dezember 1941, feuerte John William Finn – trotz zahlreicher Verwundungen – aus ungedeckter Stellung über zwei Stunden mit einem Maschinengewehr auf die angreifenden Flugzeuge. Nach notdürftiger medizinischer Versorgung kehrte er noch am selben Tag zur Truppe zurück und half bei der Bewaffnung der übriggebliebenen amerikanischen Flugzeuge. Er starb im Alter von über 100 Jahren 2010.

### Bau
Nachdem von der Zumwalt-Klasse nur drei Zerstörer hergestellt worden waren, entschied sich die USN neue Burkes anzuschaffen. DDG-113 wurde 2011 bei Ingalls Shipbuilding in Pascagoula, Mississippi bestellt. SECNAV Raymond Edwin Mabus gab im Februar 2012 bekannt, dass das Schiff nach John William Finn benannt werden soll. Die Kiellegung fand am 18. November 2013 statt. Eineinhalb Jahre später wurde es vom Stapel gelassen. Am 2. Mai 2015 wurde der Zerstörer von Laura Stavridis, der Frau von James G. Stavridis, getauft. Am 75. Jahrestages der Bombardierung von Pearl Harbor wurde die USS John Finn am 7. Dezember 2016 an die Navy ausgeliefert. Das Schiff wurde am 15. Juli 2017 in Pearl Harbor in Dienst gestellt.